# Petruša
Petruša (cyr. Петруша) – wieś w Serbii, w okręgu zajeczarskim, w gminie Knjaževac. W 2011 roku liczyła 62 mieszkańców.